# 샤론 크리치

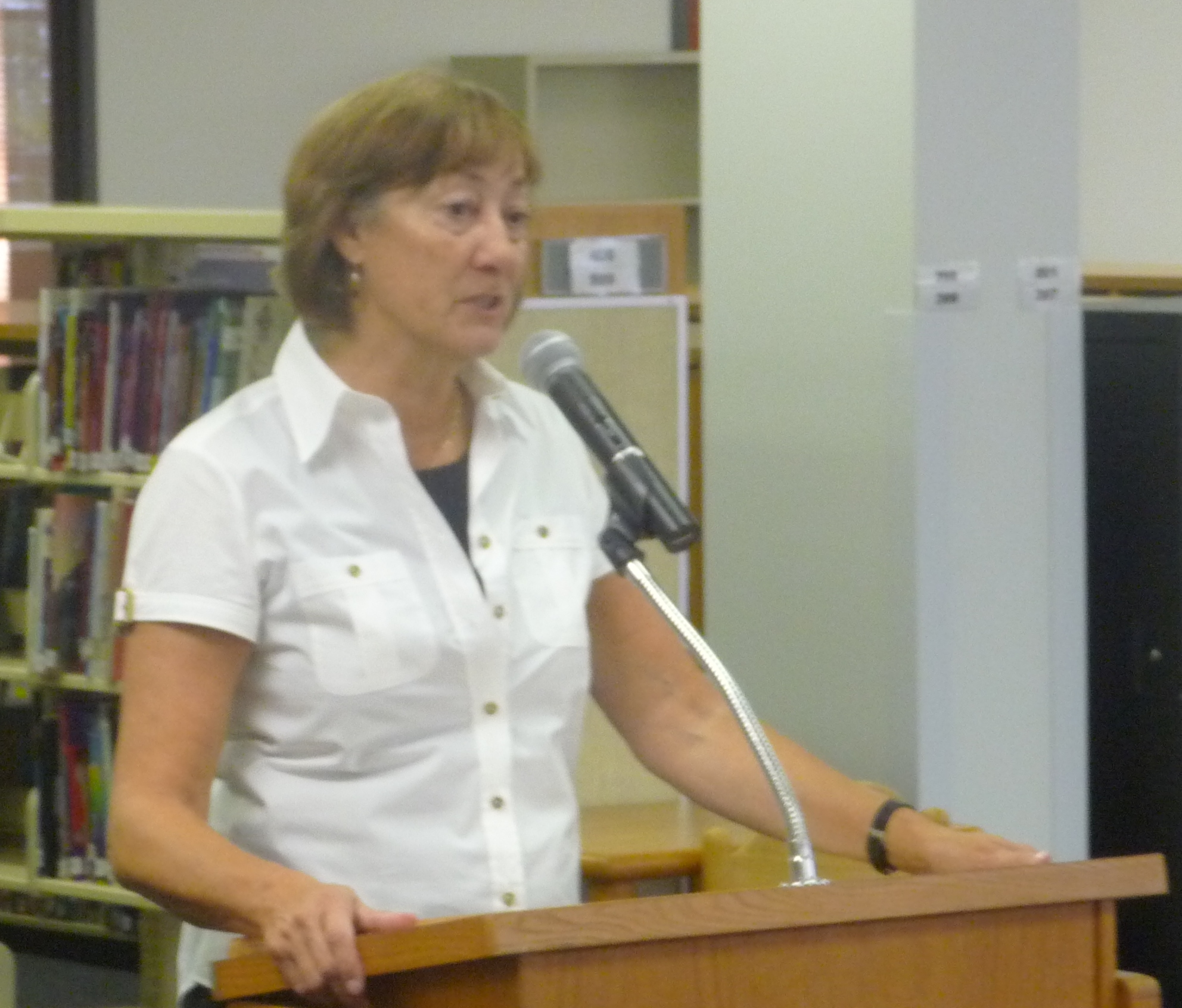
2009년 모습

샤론 크리치(Sharon Creech, 1945년 7월 29일 ~ )는 미국의 아동 소설 작가이다. 영국 아동 도서 부문 카네기 메달을 수상한 최초의 미국인이자 미국 뉴베리 메달과 영국 카네기 메달을 모두 수상한 최초의 인물이다.

## 책
소설과 그림책을 모두 썼다. 종종 독립, 신뢰, 어린 시절, 성인기, 죽음과 같은 주제를 포함하여 그녀의 이야기에 심각한 주제를 포함시키고 종종 유머를 사용하여 부드럽게한다.
Love That Dog 및 Heartbeat와 같은 책은 운문으로 쓰여진 반면 Ruby Holler 및 Walk Two Moons와 같은 다른 책은 내러티브 스타일로 작성되었다.
Bloomability(1998)에는 스위스 기숙학교에 다니는 미국 소녀가 등장한다. 이 설정은 크리치가 영어를 가르쳤던 스위스의 아메리칸 스쿨(The American School)에서 영감을 받았다.
자신의 선생 미스 스트레치베리(Miss Stretchberry)의 시 과제에 저항하는 꺼려하는 학생 잭의 백지 일기인 "Love That Dog"(Harper Collins and Bloomsbury, 2001)에서 가상의 학교 연습으로 돌아왔다. 이는 영국 카네기 메달의 준우승격으로 칭찬받았다.